# Барва (Івано-Франківськ)
Футбольний клуб «Барва» (Івано-Франківськ) — аматорський український футбольний клуб з Івано-Франківська, заснований 1987 року. Учасник та призер чемпіонату Івано-Франківської області.

## Хронологія назв
- 1987 —1989 : «Синтез» (Івано-Франківськ)
- 1990 —1997 : «Барва» (Івано-Франківськ)

## Історія
Клуб створений в 1987 р. на базі Івано-Франківського заводу тонкого органічного синтезу (пізніше ВАТ "Завод ТОС «Барва»). Тоді ж стартував у аматорській першості Прикарпаття, блискавично подолавши за два сезони шлях від третьої до першої обласної ліги. Домашні поєдинки команда проводила на стадіоні села Тязів, що в околицях Івано-Франківська.
У своєму дебютному турнірі серед найсильніших любительських колективів області клуб посів 10-е місце. В кількох наступних чемпіонатах він здебільшого вів боротьбу з суперниками за виживання у першій лізі. Хоча завдяки зусиллям юнацького складу клубу, за який не один рік успішно виступали студенти Івано-Франківського коледжу фізвиховання, особливо перейматися за збереження прописки в найвищому дивізіоні «Барві» не доводилося. Варто зазначити, що її юнаки під проводом тренера В. Довзія у сезонах 1991 і 1995/1996 рр. ставали чемпіонами обласних змагань серед своїх ровесників. Саме у молодіжній дружині клубу на початку 90-х шліфували власну спортивну майстерність знані у майбутньому українські футболісти, члени національної збірної Р. Максим'юк і М. Старостяк.
Найвищим досягненням дорослої команди клубу стали здобуті бронзові медалі чемпіонату Івано-Франківщини в сезоні 1994/1995. Після цього злету  футбольна «Барва» ще двічі виходила на старти турнірів першої ліги, але завершила їх з посередніми результатами. 1997-го, у рік свого десятиліття, через фінансову скруту клуб припинив подальше існування.    

## Досягнення
- Чемпіонат Івано-Франківської області
  -  Бронзовий призер : 1994/1995